# ГЕС Shuǐbùyā
ГЕС Shuǐbùyā (水布垭水电站) — гідроелектростанція у центральній частині Китаю в провінції Хубей. Знаходячись перед ГЕС Géhéyán, входить до складу каскаду на річці Qingjiang, правій притоці Янцзи.
В межах проекту річку перекрили кам’яно-накидною греблею із бетонним облицюванням висотою 233 метра, довжиною 660 метрів та шириною по гребеню 12 метрів, яка потребувала 15,7 млн м3 матеріалу. Вона утримує водосховище з об’ємом 4312 млн м3 та припустимим коливанням рівня поверхні у операційному режимі між позначками 350 та 400 метрів НРМ (під час повені рівень може зростати до 404 метрів НРМ, а об’єм – до 4580 млн м3).
Машинний зал споруджений на правобережжі у підземному виконанні та має розміри 166х22 метра при висоті 51 метр. Тут встановили чотири турбіни типу Френсіс потужністю по 460 МВт, які використовують напір від 147 до 203 метрів (номінальний напір 170 метрів) та забезпечують виробництво 3920 млн кВт-год електроенергії на рік. Подача ресурсу до них відбувається по чотирьом тунелям довжиною по 0,4 км зі спадаючим діаметром від 8,5 до 6,9 метра, а відведення відпрацьованої води здійснюється по такій же кількості тунелів довжиною по 0,3 км з діаметром по 11,5 метра.
Видача продукції відбувається по ЛЕП, розрахованій на роботу під напругою 500 кВ.